# ماهو ماتسوناگا
ماهو ماتسوناگا (انگلیسی: Maho Matsunaga; ۲۳ ژانویهٔ ۱۹۹۳ – ) صداپیشه، خواننده، دی‌جی، و آیدل ژاپنی اهل ژاپن بود.